# 1998 FH115
1998 FH115 är en asteroid i huvudbältet som upptäcktes den 31 mars 1998 av LINEAR i Socorro County, New Mexico.